# Damon Gupton
Damon Gupton est un acteur américain, né le 4 janvier 1973 à Détroit.

## Filmographie

### Cinéma
- 2002 : Infidèle : Other businessman
- 2007 : 7h58 ce samedi-là : Docteur
- 2010 : Le Dernier Maître de l'air : Moine Gyatso
- 2012 : 40 ans: mode d'emploi : Colonoscopy Technician
- 2014 : Whiplash : Mr. Kramer
- 2015 : Always Watching: A Marble Hornets Story : Leonard Herring
- 2016 : La La Land : Harry
- 2022 : Babylon de Damien Chazelle

### Télévision

#### Séries télévisées
- 1999 : New York, police judiciaire : Sammy Morris
- 2000 : The Wonderful World of Disney : Sam Claiborne
- 2000 : New York 911 : Carter
- 2000-2001 : Enquêtes à la une (Deadline) : Charles Foster
- 2002 : Le Justicier de l'ombre : Mark Simmons
- 2006 : Conviction : Keith Watts
- 2009 : The Unusuals : Wiley Probst
- 2010 : New York, section criminelle' : Det. Gearhardt
- 2011-2012 : Prime Suspect : Detective Evrard Velerio
- 2012 : The Newsroom : Sutton Hall
- 2014 : Rake : Marcus Barzmann
- 2014 : Suits, avocats sur mesure : James Quelling
- 2014 : The Divide : Adam Page
- 2015 : Empire : Detective Calvin Walker
- 2015 : The Player : Detective Cal Brown
- 2016 : Goliath : Leonard Letts
- 2016 à 2017 : Bates Motel : Dr. Gregg Edwards
- 2016 à 2017 : Esprits criminels : Stephen Walker
- 2018 à 2020 : Black Lightning : William Henderson
- 2022 : Les Derniers Jours de Ptolemy Grey : Coydog
- 2022 : Super Pumped, la face cachée d'Uber (Super Pumped: The Battle for Uber)

#### Téléfilms
- 2006 : Drift : Sal Bianca M.E
- 2010 : Strange Brew : Lester Lewis III